# American Music Awards de 1996
O American Music Awards de 1996 ocorreu em 29 de janeiro de 1996, no Shrine Auditorium, em Los Angeles, nos Estados Unidos. A cerimônia foi apresentada pelos comediantes estadunidenses Jeff Foxworthy e Sinbad. A premiação reconheceu os álbuns e artistas mais populares do ano de 1995.
A cerimônia deste ano é lembrada pelo cantor e compositor de música country Garth Brooks ter recusado o prêmio de Artista do Ano.

## Performances
| Artista               | Canção                                               | Apresentado por |
| --------------------- | ---------------------------------------------------- | --------------- |
| Mariah Carey          | "Fantasy"                                            | —               |
| Luther Vandross       | "The Impossible Dream"                               | —               |
| Shania Twain          | "(If You're Not in It for Love) I'm Outta Here!"     | —               |
| Reba McEntire         | "Please Come Home to Boston"                         | —               |
| The Smashing Pumpkins | "1979"                                               | —               |
| Nas                   | "Street Dreams" If I Ruled the World (Imagine That)" | —               |
| Brandy                | "Baby"                                               | Sinbad          |
| Neil Diamond          | "Can Anybody Hear Me"                                | —               |
| Lionel Richie         | "Don't Wanna Lose You"                               | —               |
| LL Cool J             | "Mama Said Knock You Out" Hey Lover"                 | —               |
| Garth Brooks          | "The Change"                                         | —               |

## Vencedores e indicados
Os vencedores estão listados em negrito.
| Artista do Ano (apresentado por Neil Diamond)                                              | Artista Revelação de Pop/Rock (apresentado por Richie Sambora e Sophie B. Hawkins)              |
| ------------------------------------------------------------------------------------------ | ----------------------------------------------------------------------------------------------- |
| - Garth Brooks (Recusou) - TLC (Aceitou) - Boyz II Men - Green Day - Hootie & the Blowfish | - Hootie & the Blowfish - Blues Traveler - Alanis Morissette                                    |
| Cantor de Pop/Rock (apresentado por Goo Goo Dolls e Sandra Bernhard)                       | Cantora de Pop/Rock (apresentado por Eddie Van Halen e Alex Van Halen)                          |
| - Michael Jackson - Elton John - Seal                                                      | - Mariah Carey - Melissa Etheridge - Alanis Morissette                                          |
| Banda/Dupla/Grupo de Pop/Rock (apresentado por Daphne Zuniga e Meat Loaf)                  | Álbum de Pop/Rock (apresentado por Paula Abdul e Jon Secada)                                    |
| - Eagles - Boyz II Men - Hootie & the Blowfish                                             | - Hell Freezes Over – Eagles - II – Boyz II Men - Cracked Rear View – Hootie & the Blowfish     |
| Cantor de Country (apresentado por Alabama)                                                | Cantora de Country (apresentado por Brooks & Dunn)                                              |
| - Garth Brooks - Alan Jackson - George Strait                                              | - Reba McEntire - Mary Chapin Carpenter - Shania Twain                                          |
| Banda/Dupla/Grupo de Country (apresentado por Ian Ziering e Silk)                          | Álbum de Country (apresentado por Crystal Bernard e Peter Cetera)                               |
| - Alabama - BlackHawk - Brooks & Dunn                                                      | - The Hits – Garth Brooks - Waitin' on Sundown – Brooks & Dunn - The Woman in Me – Shania Twain |
| Artista Revelação de Country (apresentado por Tim McGraw e Martin Page)                    | Artista Revelação de Soul/R&B (apresentado por Boyz II Men)                                     |
| - Shania Twain - Rhett Akins - Ty Herndon                                                  | - Brandy - Monica - Soul for Real                                                               |
| Cantor de Soul/R&B (apresentado por Bone Thugs-n-Harmony e Monica)                         | Cantora de Soul/R&B (apresentado por Gerald Levert e Eddie Levert)                              |
| - Luther Vandross - Michael Jackson - Barry White                                          | - Mariah Carey - Anita Baker - Brandy                                                           |
| Banda/Dupla/Grupo de Soul/R&B (apresentado por Hootie & the Blowfish)                      | Álbum de Soul/R&B (apresentado por Terry Ellis e David Hasselhoff)                              |
| - Boyz II Men - Jodeci - TLC                                                               | - II – Boyz II Men - My Life – Mary J. Blige - CrazySexyCool – TLC                              |
| Artista de Rap/Hip-Hop (apresentado por Tori Spelling e Jodeci)                            | Artista Adulto Contemporâneo (apresentado por Joey Lawrence e Brownstone)                       |
| - Coolio - Bone Thugs-n-Harmony - Naughty by Nature                                        | - Eagles - Hootie & the Blowfish - Michael Jackson                                              |
| Artista de Música Alternativa (apresentado por Coolio e "Weird Al" Yankovic)               | Artista de Heavy Metal/Hard Rock (apresentado por Tommy Lee e Pamela Anderson)                  |
| - Pearl Jam - Green Day - Nine Inch Nails                                                  | - Pearl Jam - Green Day - Van Halen                                                             |
| Trilha Sonora (apresentado por David Foster e Dennis Franz)                                | Prêmio de Mérito (apresentado por Kenny Rogers)                                                 |
| - O Rei Leão - Mentes Perigosas - Forrest Gump                                             | Tammy Wynette                                                                                   |